# Kasteel Montjoie

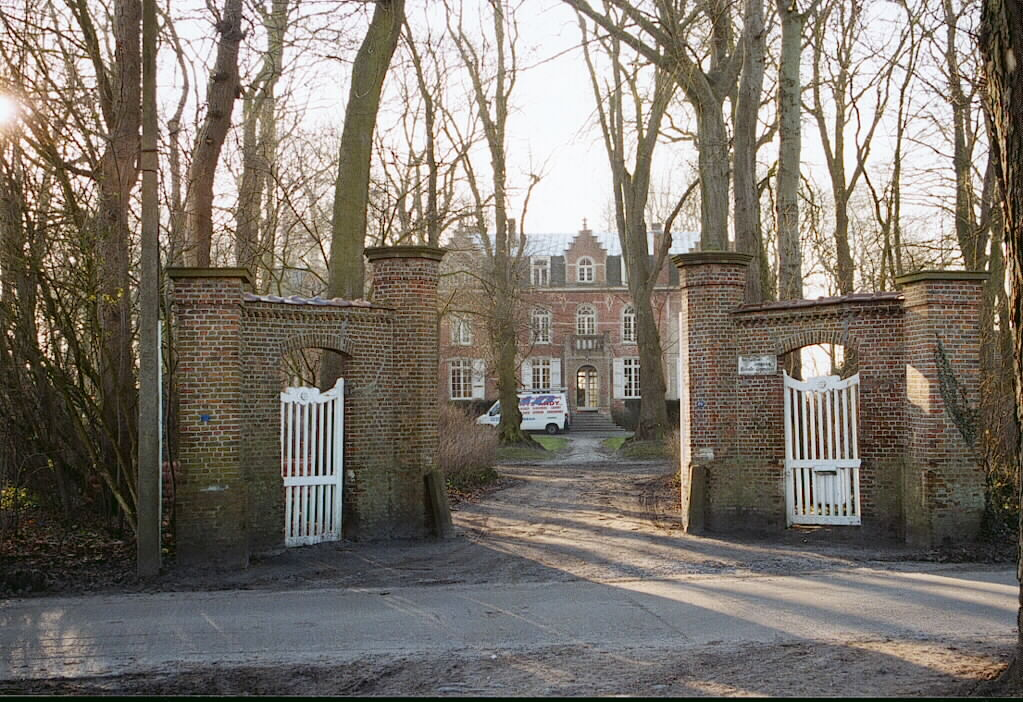
Kasteel Montjoie in Gistel

Het Kasteel Montjoie is een kasteel in de West-Vlaamse stad Gistel, gelegen aan de Zevekoteheirweg 87.

## Geschiedenis
Op de Ferrariskaarten (1770-1778) werd het kasteeltje reeds vermeld. Het zou eind 18e eeuw gebouwd zijn voor de Engelse familie Batlet.
Tijdens de Eerste Wereldoorlog brandde het af en werd het herbouwd. Het is een dubbelhuis met mansardedak. Het kasteeltje bevindt zich in een park met vijver, koetshuis en conciërgerie.
In 2009 werd het kasteeltje geklasseerd als bouwkundig erfgoed.